# Francisco Gil Hellín
Francisco Gil Hellín (ur. 2 lipca 1940 w Murcji) – hiszpański duchowny katolicki, arcybiskup Burgos w latach 2002-2015.

## Życiorys
Święcenia kapłańskie otrzymał 21 czerwca 1964. Po dwóch latach pracy w charakterze wikariusza wyjechał na studia teologiczne do Rzymu. W 1970 powrócił do kraju został wykładowcą w Instytucie Teologicznym w Murcji (w następnych latach wykładał także m.in. w Walencji). W 1975 uzyskał tytuł doktora Uniwersytetu Nawarry w Pampelunie. W 1986 został mianowany podsekretarzem Papieskiej Rady ds. Rodziny. Oprócz pracy w dykasterii podjął wykłady w Papieskim Instytucie Jana Pawła II dla Studiów nad Małżeństwem i Rodziną oraz na Papieskim Uniwersytecie Świętego Krzyża.

### Episkopat
3 kwietnia 1996 został mianowany przez Jana Pawła II sekretarzem Papieskiej Rady ds. Rodziny oraz arcybiskupem tytularnym Citium. Sakry biskupiej 1 czerwca 1996 udzielił mu ówczesny przewodniczący tejże Rady - kardynał Alfonso López Trujillo.
28 marca 2002 został mianowany arcybiskupem Burgos. 30 października 2015 przeszedł na emeryturę.